# Андреевич-Кун, Джордже
Джордже Андрее́вич-Кун (серб. Ђорђе Андрејевић-Кун; 31 марта 1904 года, Бреслау, Германская империя — 17 января 1964 года, Белград, СФРЮ) — сербский и югославский живописец, график, геральдик и медальер. Профессор (1945). Действительный член Сербской академии наук и искусств (1958).
Основоположник социально-критического направления в сербском искусстве 1930-х годов.

## Биография
Джордже Андреевич-Кун родился в Германской Силезии, в семье серба и немки. В самом начале Первой мировой войны семья выехала в Белград. В 1925 году окончил белградскую Академию прикладного искусства. Учился у П. Добровича в Белграде. В 1926—1928 годах продолжил учёбу в Венеции и Риме, в 1928—1929 годах — в Париже.
В 1931 году его проект герба города Белграда получил на анонимном конкурсе первую премию. В 1931—1932 году провёл персональные выставки в Белграде, Загребе и Нови-Саде. В 1934 году Андреевич-Кун посетил Москву и увлёкся «социалистическим реализмом». В том же году участвовал в создании арт-группы югославских художников «Život» («Жизнь»).
Коммунист. В составе интернациональных бригад участвовал в гражданской войне в Испании (1936—1939). Участник народно-освободительной борьбы в Югославии (1941—1945).
Профессор Белградского университета. Президент Югославской федерации художников.
Умер 17 января 1964 года в Белграде.

## Творчество
Андреевич-Кун — автор идейно-коммунистических станковых композиций («Мать», 1937, Музей современного искусства, Белград; «Колонна», 1946, Союзное исполнительное вече, Белград), мрачноватых циклов гравюр и рисунков на темы жизни рабочих («Кровавое золото», ксилография, 1934), антифашистской борьбы («За свободу», ксилография, 1937) и партизанских будней («Партизаны», живопись, 1941-45); портретов, образов людей из народа.
Андреевичу-Куну присывается авторство всех гербов югославских социалистических республик — как, например, Государственный герб Социалистической Федеративной Республики Югославия, и новый Герб Черногории., а также, многих государственных наград СФРЮ (совместно с Антуном Августинчичем), в том числе, орден Народный герой Югославии, орден Партизанской звезды и орден Народного героя.
Автор более 300 картин, среди которых, несколько монументальных. Около 60 из них находятся в музеях на родине и за рубежом, примерно столько же принадлежат государственным учреждениям и предприятиям, остальные находятся в частных коллекциях. Создал около 1000 рисунков, большинство из них находятся в музейных коллекциях.
Среди работ художника три мозаики, одна на мемориале в Иванице, вторая — на фасаде общественного здания в Крагуеваце, третья — в Париже.

## Награды
- Орден Братства и единства с золотым венком
- Орден «За заслуги перед народом»
- Орден Труда (СФРЮ)
- Орден «За храбрость» (Югославия)
- медаль Партизанская память

## Галерея

Герб СФРЮ
Герб Белграда
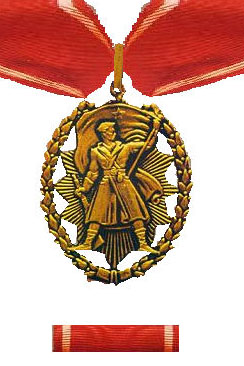
Орден Народного героя
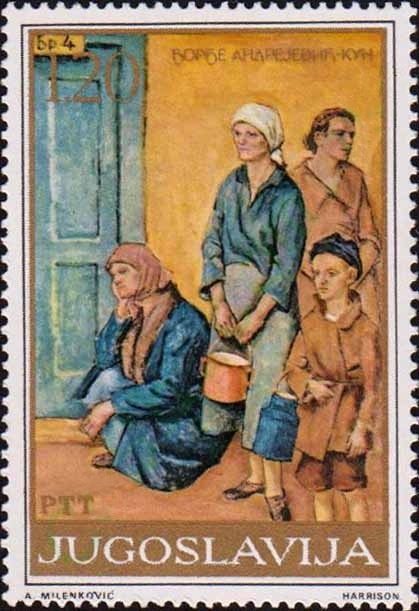
Общественная кухня #4
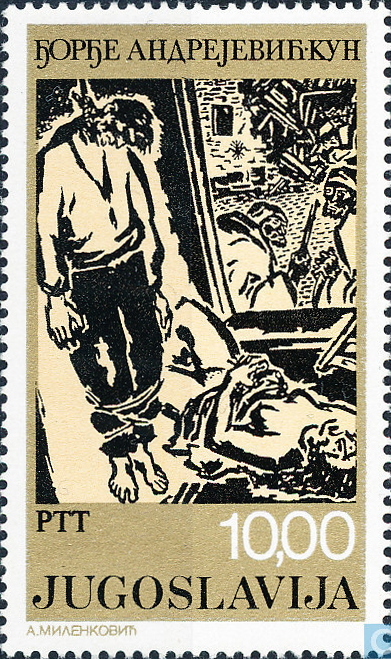
Повешенный и изнасилованная женщина